# 霜月はるか
霜月 はるか（しもつき はるか、11月15日生）は、日本の女性シンガーソングライター、作詞家、作曲家。
宮城県出身、東京都育ち。白百合女子大学文学部児童文化学科卒。血液型はA型。CRAFTSCAPE所属。愛称はシモツキンで、公式webサイトのアドレス（www.shimotsukin.com）にも使われている。

## 来歴
2001年
活動を開始。色々な作品に参加しながら、同人サークル「Maple Leaf」、「tieLeaf」名義で同人音楽活動を行う。
2005年
9月22日：ワークスベストアルバム『あしあとリズム』でメジャーデビュー。これを機に勤めていたIT系の会社を退社し、本格的に音楽活動に専念する。
2006年
8月10日：自身初のソロライブ「時計台のある街より 〜Haruka Shimotsuki solo live Lv.1〜」を、初台LIVE-BAR The DOORSにて開催。
2008年
ソロライブ「Haruka Shimotsuki solo live Lv.2 〜シモツキンはレベルが1あがった〜」を、7月13日にティアラこうとう・大ホール、追加公演として7月20日にZepp Tokyoにて開催。
「逆転裁判 特別法廷2008 オーケストラコンサート」に出演。東京フィルハーモニー交響楽団との共演を果たす。
Sound Horizonコンサートツアー「6th Story Concert Moira 〜其れでも、お征きなさい仔等よ〜」の全公演に出演（翌年の追加公演にも出演）。
2009年
11月22日：コンセプトコンサート「Haruka Shimotsuki Original Fantasy Concert 2009 -FEL ARY ARIA-」を、日本青年館にて開催。
コミックマーケット77をもって、Maple Leafの同人音楽活動を休止。以降、同人イベントには別名義で参加。
2010年
ソロライブ「Haruka Shimotsuki solo live Lv.3 〜な、なんとシモツキンたちが…!?〜」を、4月29日にティアラこうとう・大ホール、5月1日になんばHatch、追加公演として5月15日に赤坂BLITZにて開催。
6月19-20日にSound Horizonのライブ「国王生誕祭 休日スペシャル2010」に参加。
M3-2010秋にて、MANYO・日山尚らと同人音楽サークル「arcane753（アーケインななごーさん）」を結成。
11月15日：メジャーデビュー5周年の節目として、アコースティックソロライブ「Haruka Shimotsuki Original Acoustic Live 2010 〜シモツキン収穫祭〜」を、自身の誕生日にMt.RAINIER HALL SHIBUYA PLEASURE PLEASUREにて開催。
2011年
Sound Horizonのライブツアー「Sound Horizon Live Tour 2011 第一次領土復興遠征」に参加。
ソロライブ「Haruka Shimotsuki solo live Lv.4 〜シモツキンの逆襲〜」を11月3日にZepp Tokyo、11月5日になんばHatch、11月6日にダイアモンドホール、追加公演として11月20日に横浜BLITZにて開催。
2012年
『ファンタジー・ロック・フェス2012』にゲスト出演。植松伸夫、坂本英城らとの共演を果たす。
6月30日：コンセプトコンサート「Haruka Shimotsuki Original Fantasy Concert 2012 -FEL FEARY WEL-」を、日本青年館にて開催。
12月：MANYO・日山尚らと音楽制作ユニット「canoue（カノエ）」を結成。
2013年
1月19-20日：コラボレーションライブ「Haruka Shimotsuki Collaboration Live 2013 ひやまにょつきんまみれ 2days」を、CLUB CITTA'にて開催。
8月1日：オフィシャルファンクラブ「シモツキンギルド」発足。
ソロライブ「Haruka Shimotsuki solo live Lv.5 〜シモツキンの挑戦状〜」を11月2日になんばHatch、11月3日に名古屋ボトムライン、11月9日にZepp Tokyoにて開催。

## 人物
ボーカリストとして様々なゲーム・アニメ作品の主題歌を担当するほか、作詞・作曲、時に編曲やサウンドプロデュースなども手掛けている。2013年1月現在、ボーカルを担当した曲は400曲、自身が作曲した曲は100曲を超える。
愛称は「シモツキン」。CDのキャッチコピーに「ファンタジー界の巨匠」と書かれたことから、出演したニコニコ生放送の番組でいじられ、「巨匠」「きょっちゃん」とあだ名がつけられたが、本人は「巨匠」を否定している。
名前の「霜月」は11月生まれであることから、「はるか」は言葉の響きが好きだったことから、中学生か高校生の時に自分でつけた。本人は「まさかこんなに長く使うとは思っていなかった」と述べている。
好きな食べ物は納豆。「smile link」のボーナストラックでは、「納豆に一品足して簡単アレンジ納豆を作る」という企画を持ち込み、ゲストらと納豆を食べつつラジオ収録を行った。
あがり症で、人前で話したりすることは苦手であったが、自身のラジオ「霜月はるかのFrost Moon Cafe」等で喋る機会が増えたこともあり、多少は克服したと語っている。
ゲーム、特にRPG好きで、よく自身のブログやラジオ等で話題にしている。
オカメインコの「くるる」を飼育しており、自作の楽曲「ユラグソラ」やワイルドアームズの楽曲を覚えたという。これはワイルドアームズの作曲家なるけみちこも認識している。「くるる」という名前は、自身が原作を手掛けた『ティンダーリアの種』に登場する生き物の名前にも使われている。
片霧烈火や茶太と親交が深く、三人でライブを主催したり、ラジオのパーソナリティを務めた事もある。Sound HorizonのRevoとも同人時代から親交があり、メジャーデビュー前の同人作品からゲスト参加している。
同人活動初期からの友人であり作詞家・脚本家の日山尚と共に企画制作ブランド「CRAFTSCAPE」を立ち上げ、音を中心としたコンテンツの企画・プロデュース等も積極的に行っている。
2013年現在、同人活動においては個人サークル「Maple Leaf」は休止中ではあるものの、日山尚との合同サークル「しちごさん。」、作曲家であるMANYOと日山尚との合同サークル「arcane753」などで同人活動をし、M3、コミティア、コミックマーケットに参加している。
作編曲にMANYOを迎えることが多く、MANYOと合作した楽曲を歌う際はまにょ＋シモツキンで「まにょつきん」、MANYO・日山尚と合作した楽曲では日山＋まにょ＋シモツキンで「ひやまにょつきん」という通称を霜月本人もブログやTwitterで使っている。2013年1月には彼ら3人を主軸に迎えた「Haruka Shimotsuki Collaboration Live 2013 ひやまにょつきんまみれ 2days」が開催された。
2019年6月8日、結婚及び第1子妊娠を報告した。

### シモツキン
マスコットキャラクターは、彼女の愛称と同じく“シモツキン”と呼ばれ、白いたまご型の体に短い手足と顔があり、赤い蝶ネクタイがトレードマーク。公式にはたびたび「夢と音楽がつまったタマゴ」等と紹介される。
このマスコットキャラクターのシモツキンは、サインを書く際、簡単に描けるキャラクターがいた方がいいと、霜月本人がデザインした。ぬいぐるみやストラップ等、グッズ化もされており、霜月本人もそのグッズを愛用している。旅行中に撮った写真には本人よりもシモツキンが写っている写真の方が多い。
霜月がパーソナリティを務めるラジオ「霜月はるかのFrost Moon Cafe」はカフェという設定だが、その店長の一人がシモツキンである。

## 音楽
透明感のある鮮やかな歌声の持ち主。PCゲームを筆頭に、様々なゲーム・アニメ関係の楽曲を担当することが多い。片霧烈火らと共にカルチャースクールで習ったというブルガリアンボイスを用いた歌唱を行うことがある。また『白夜幻想譚』をきっかけに、多重録音を作品に取り入れていることも特徴である。例えば『護森人』では、72回に及ぶ重ね録りを行っている。
自主制作楽曲にはファンタジックな曲調や世界観の楽曲、民族音楽や幻想音楽が多い。それは、一つの物語を音楽CD上で表現する“オリジナルファンタジーボーカルアルバム”の楽曲に色濃く代表され、後述の『ティンダーリアの種』シリーズや『SACRED DOORS』などの作品がそれにあたる。これらの物語に関しては霜月本人が深く関与し、舞台・登場人物・言語といった要素が詳細に練りこまれた作品となっている。
一方でゲーム・アニメの主題歌を集約したベストアルバム（ボーカルワークスアルバム）も発表している。こちらは様々な曲調の楽曲を集め、バラエティに富んだ選曲であり、作詞作曲者も多岐にわたっている。
テレビアニメ『ローゼンメイデン』エンディング主題歌「透明シェルター」へのボーカル参加が縁となり、ユニット「refio」の作編曲担当だったmyuと、ユニット「kukui」を結成し、アニメの主題歌等も手がけている。
ソロライブにおけるバックバンドには「WYRDRAD（ウィルド・ラッド）」という名前がついている。ルーン文字でウィルドは「運命」、ラッドは「輪」を意味する。また、本人もアコーディオンやホイッスルを演奏することがある。

## 参加ユニット
- Sound Horizon - サポートメンバー
- kukui - myuとのユニット
- MW - 片霧烈火、細井聡司とのユニット
- canoue - MANYO、日山尚とのユニット

## ディスコグラフィ

### シングル
|      | 発売日         | タイトル       | 規格品番   | 最高位 |
| ---- | -------------- | -------------- | ---------- | ------ |
| 1st  | 2005年10月26日 | 硝子鏡の夢     | LACM-4224  | 193位  |
| 2nd  | 2007年09月26日 | 星空の坂道     | KDSD-00154 | 86位   |
| 3rd  | 2008年02月22日 | カザハネ       | BRDF-3101  | 39位   |
| 4th  | 2009年01月09日 | ユメノハテニ   | KGD-085009 | 対象外 |
| 5th  | 2009年04月08日 | break time     | KDSD-00272 | 44位   |
| 6th  | 2009年12月23日 | 君との旅路     | QECB-19    | 159位  |
| 7th  | 2010年02月10日 | 最後の道標     | QECB-22    | 108位  |
| 8th  | 2011年06月01日 | Smile link     | KDSD-00447 | 94位   |
| 9th  | 2014年04月23日 | Starting Voice | KDSD-00699 | 94位   |
| 10th | 2016年08月10日 | un secret      | KDSD-00928 | 133位  |

### アルバム

#### オリジナルアルバム
|     | 発売日         | タイトル           | 規格品番                                  | 最高位 |
| --- | -------------- | ------------------ | ----------------------------------------- | ------ |
| 1st | 2007年02月28日 | ティンダーリアの種 | KDSD-00222                                | 41位   |
| 2nd | 2009年10月14日 | グリオットの眠り姫 | KDSD-00555（特装盤） KDSD-00556（通常版） | 28位   |

#### ミニアルバム
|     | 発売日         | タイトル           | 規格品番   | 最高位 |
| --- | -------------- | ------------------ | ---------- | ------ |
| 1st | 2012年04月25日 | 零れる砂のアリア   | KDSD-00548 | 52位   |
| 2nd | 2013年10月09日 | レムルローズの魔女 | FFCV-21    | 37位   |

#### ベストアルバム
|     | 発売日         | タイトル                                                             | 規格品番                                            | 最高位 |
| --- | -------------- | -------------------------------------------------------------------- | --------------------------------------------------- | ------ |
| 1st | 2005年09月22日 | あしあとリズム 〜Haruka Shimotsuki works best〜                      | LHCA-5015                                           | 209位  |
| 2nd | 2008年06月25日 | 音のコンパス                                                         | KDSD-00333                                          | 45位   |
| 3rd | 2010年04月14日 | 導きのハーモニー                                                     | KDSD-00357                                          | 26位   |
| 4th | 2011年02月23日 | 星空アンサンブル                                                     | QECB-1029                                           | 40位   |
| 5th | 2012年11月14日 | 想いのコンチェルト                                                   | KDSD-20013/4（完全生産限定盤） KDSD-00596（通常盤） | 37位   |
| 6th | 2014年11月05日 | なないろスコア                                                       | KDSD-20016（初回生産限定盤） KDSD-00735（通常盤）   | 21位   |
| 7th | 2017年03月22日 | 結び音リボン〜Sora no Oto〜                                          | KDSD-00977（通常盤）                                | 269位  |
| 7th | 2017年03月22日 | 結び音リボン〜Daichi no Oto〜                                        | KDSD-00978（通常盤）                                | 288位  |
| 7th | 2017年03月22日 | 結び音リボン Premium BOX                                             | KDSD-20023/4（初回生産限定盤）                      | 49位   |
| ※   | 2018年09月26日 | アトリエシリーズ×霜月はるかボーカルコレクション 「Akkord-アコルト-」 | KDSD-01018/9                                        | 79位   |
| 8th | 2020年12月15日 | おとのはレター 〜Hare no Oto〜                                       | KDGG-0587（通常盤）                                 | 位     |
| 8th | 2020年12月15日 | おとのはレター 〜Ame no Oto〜                                        | KDGG-0588（通常盤）                                 | 位     |
| 8th | 2020年12月15日 | おとのはレター COMPLETE SET                                          | KDGG-0589（初回生産限定盤）                         | 位     |

#### 10周年記念ベストアルバム
|     | 発売日         | タイトル                                                    | 規格品番   | 最高位 |
| --- | -------------- | ----------------------------------------------------------- | ---------- | ------ |
| 1st | 2015年08月05日 | SHIMOTSUKIN 10th Anniversary BEST〜ANIME GAME CD SONGS〜    | KDSD-00780 | 圏外   |
| 2nd | 2015年08月05日 | SHIMOTSUKIN 10th Anniversary BEST〜PC GAME SONGS〜          | KDSD-00781 | 圏外   |
| 3rd | 2015年08月05日 | SHIMOTSUKIN 10th Anniversary BEST〜ORIGINAL FANTASY SONGS〜 | KDSD-00782 | 圏外   |
| 4th | 2015年08月05日 | SHIMOTSUKIN 10th Anniversary BEST〜MESSAGE SONGS〜          | KDSD-00783 | 圏外   |
| ※   | 2015年08月05日 | SHIMOTSUKIN 10th Anniversary BEST PREMIUM COMPLETE BOX      | KDSD-20017 | 17位   |

### 参加作品
| 発売日         | 商品名                               | 歌         | 楽曲        | 備考                                     |
| -------------- | ------------------------------------ | ---------- | ----------- | ---------------------------------------- |
| 2023年10月25日 | メメントモリ Lament Collection Vol.1 | 霜月はるか | 「Etoile」  | ゲーム『メメントモリ』キャラクター専用曲 |
| 2024年10月23日 | メメントモリ Lament Collection Vol.2 | 霜月はるか | 「présent」 | ゲーム『メメントモリ』キャラクター専用曲 |

#### その他
| 発売日         | タイトル                                                  | 規格品番   |
| -------------- | --------------------------------------------------------- | ---------- |
| 2011年01月14日 | トロイメライ -Innocent Grey Haruka Shimotsuki Collection- | GUN-0018   |
| 2013年07月24日 | れっつごー☆シモツキン                                     | KDSD-00646 |

### 自主制作作品

#### Maple leaf / tie leaf / しちごさん。
- 『ユラグソラ 〜SACRED DOORS vol.0〜』
- 『Impronta / 永遠の都市へ』
- 『月追いの都市』
- 『Maple Leaf Box』
- 『Lip-Aura 〜その手が象る世界〜』
- 『ウィルド・ラッドの調べ』
- 『ツイソウの窓』
- 『落日の迷い子』
- 『夜を灯すランジェ』
- 『書き溜めた余白』
- 『音なき森のイヴ』

#### arcane753
- 『ツナギ蝶ノ塚』
- 『羽ノ亡キ蝶』 ※ゲストボーカルとして真理絵が参加
- 『虚木ノ咎人』 ※ゲストボーカルとして真理絵、HaRuhiCoが参加
- 『蝶ノ在リ処』 ※ゲストボーカルとして真理絵、PUPIが参加

#### canoue
- 『canoue 〜廻る羅針盤〜』
- 『canoueII 〜最果ての塔〜』
- 『ルチカ』※メジャー1stミニアルバム
- 『canoueIII 〜海に眠る王国〜』
- 『canoue chronicle』 ※canoueシリーズの統合版
- 『canoueIV～錆び往く禍の城～』
- 『canoueV～竜の棺は泉に沈む～』
- 『canoueVI～蒼き祠の伝承～』
- 『canoue chronicleII』※canoueシリーズⅣ～Ⅵまでの統合版
- 『イセルディア戦記 炎都の王子』
- 『イセルディア戦記 暗謀と信義の城楼』
- 『canoue celtic arrange album “Renatus”』
- 『刻果てのクローカ』
- 『蛍灯ノ涯』※ゲストボーカルとして真理絵、PUPIが参加

### ゲームボーカル
2002年
- 「夏空」 - PCゲーム『夏日 -kajitsu-』ED主題歌

2003年
- 「delivers for you」 - PCゲーム『うさみみデリバリーズ!!』OP主題歌
- 「before long…」 - PCゲーム『うさみみデリバリーズ!!』ED主題歌
- 「夢時計」 - PCゲーム『天巫女姫』OP主題歌
- 「芽生えた未来 〜Brand-new-Days〜」 - PCゲーム『天巫女姫』ED主題歌
- 「さくら」 - PCゲーム『天巫女姫』ED主題歌
- 「REAL LOVE」 - PCゲーム『妹 わたし、どんなことだって…』OP主題歌
- 「こもりうた」 - PCゲーム『妹 わたし、どんなことだって…』ED主題歌

2004年
- 「白夜幻想譚」 - PS2『イリスのアトリエ エターナルマナ』OP主題歌
- 「始まりの予感」 - PCゲーム『保母さんのエプロン 〜ゆずりは保育園奮闘記〜』主題歌
- 「彼方」 - PCゲーム『メイデン☆ブリーダー2』主題歌
- 「廻る世界で」 - PS2『アカイイト』OP主題歌 ※riyaとツインボーカル
- 「旅路の果て」 - PS2『アカイイト』ED主題歌 ※riyaとツインボーカル
- 「飛べない鳥」 - PCゲーム『最終試験くじら』挿入歌
- 「追憶の破片」 - PCゲーム『何処へ行くの、あの日』OP主題歌

2005年
- 「Eternal Story」 - PS2『イリスのアトリエ エターナルマナ2』OP主題歌
- 「写真」 - PCゲーム『ガジェット』主題歌
- 「笑顔の魔法」 - PCゲーム『少女魔法学リトルウィッチロマネスク』ED主題歌
- 「Itiad」 - PCゲーム『少女魔法学リトルウィッチロマネスク』挿入歌
- 「a far song 〜カナタノウタ〜」 - PCゲーム『最果てのイマ』OP主題歌
- 「風の行方」 - PCゲーム『ヘブンストラーダ』OP主題歌
- 「空色絵の具」 - PCゲーム『ヘブンストラーダ』ED主題歌
- 「遠き故郷へ」 - PCゲーム『ヘブンストラーダ』挿入歌
- 「恋獄」 - PCゲーム『カルタグラ 〜ツキ狂イノ病〜』OP主題歌
- 「LUNA」 - PS2『カルタグラ 〜魂ノ苦悩〜』OP主題歌
- 「泰東ノ翠霞」 - PS2『beatmania IIDX 10th Style』
- 「SilentFlame」 - PCゲーム『魔王と踊れ! 〜Legend of the Lord of Lords〜』OP主題歌

2006年
- 「schwarzweiß 〜霧の向こうに繋がる世界〜」 - PS2『イリスのアトリエ グランファンタズム』OP主題歌　※霜月はるか†Revo名義
- PS2ゲーム『アルトネリコ 世界の終わりで詩い続ける少女』 - ヒロイン“オリカ・ネストミール”の詩
- 「月明かりの向こう側」 - PCゲーム『Relict2 〜エピソード・ムーン〜』ED主題歌
- 「天の涙」 - PCゲーム『Relict2 〜エピソード・ムーン〜』挿入歌
- 「everlasting moment」 - PS2『ローゼンメイデン ドゥエルヴァルツァ』ED主題歌
- 「サクライロ」 - PCゲーム『キミの声がきこえる』ED主題歌

2007年
- 「Run For Your Life」 - PS2『マナケミア 〜学園の錬金術士たち〜』OP主題歌
- 「あの雲の向こうへ」 - PCゲーム『いつか、届く、あの空に。』1stOP主題歌
- 「Just The Way I am」 - PCゲーム『ああっお嬢様っ』ED主題歌
- 「true drop」 - PCゲーム『E×E』ED主題歌
- 「Bitter sweet pain」 - PCゲーム『Clear -クリア-』挿入歌
- PS2『アルトネリコ2 世界に響く少女たちの創造詩』 - ヒロイン“瑠珈・トゥルーリーワース”の詩

2008年
- 「いつかのひかり」 - PS2『アカイイト』イメージソング
- 「ココニアルモノ」 - PCゲーム『残暑お見舞い申し上げます。』ED主題歌
- 「闇の彼方に」 - PS2『アオイシロ』OP主題歌 ※Ritaとツインボーカル
- 「水面まで」 - PS2『アオイシロ』ED主題歌 ※Ritaとツインボーカル
- 「こんな春の空を」 - PCゲーム『タユタマ -Kiss on my Deity-』1stOP主題歌
- 「虹を見つけたような色で」 - PCゲーム『タユタマ -Kiss on my Deity-』ED主題歌
- 「Force Deadly Sin」 - PCゲーム『SIN -黒朱鷺色の少女-』OP主題歌 ※カヒーナとツインボーカル
- 「風の彼方」 - PCゲーム『SIN -黒朱鷺色の少女-』ED主題歌
- 「瑠璃の鳥」 - PCゲーム『殻ノ少女』主題歌
- 「優しい涙」 - PS2『恋する乙女と守護の楯 -The shield of AIGIS-』ED主題歌
- 「Code-Realize」 - PCゲーム『Generation Xth Code Breaker』主題歌
- 「想いのカナタ」　-PCゲーム『夏空カナタ』OP主題歌
- 「Blade of Tears」　-PS3『クロスエッジ』OP主題歌

2009年
- 「優しい時間」 - PCゲーム『Like a Butler』ED主題歌
- 「Rainbow」 - PCゲーム『Canvas3』挿入歌
- 「風の理」 - PCゲーム『5 -ファイブ-』OP主題歌
- PCゲーム『5 -ファイブ-』 Sound Album "yukar"
  - 「チセエク」
  - 「恋のままで」
  - 「proudness」
  - 「銀の地図」
  - 「旅立つ鳥」
  - 「echo」
  - 「immature」
- 「どこまでも共に」 - Xbox 360『タユタマ -Kiss on my Deity-』1stOP主題歌

2010年
- 「始まりのstory」 - MMORPG『メイプルストーリー』 - 2010年１月テーマ・ソング
- 「星巡りの詩」 - PS3『アルトネリコ3 世界終焉の引金は少女の詩が弾く』 - 挿入歌
- 「メルクリア」 - PCゲーム『メルクリア 〜水の都に恋の花束を〜』2ndOP主題歌
- 「夢色コースター」 - アーケード『太鼓の達人13』収録曲
- 「光差す未来」 - PCゲーム『のーぶる☆わーくす』ED主題歌
- アルトネリコ ヒュムノス ミュージカル 〜ココナ〜 二つの想い 二つの詩
  - 「使命 leat ptrapica」
  - 「離脱 jUmbAdjA」
- 「-HISTORIA-」 - ニンテンドーDS『ラジアントヒストリア』主題歌
- 「星屑」 - PCゲーム『クドわふたー』ED主題歌
- 「Kaleidoscope」 - PCゲーム『星空のメモリア Eternal Heart』OP主題歌
- 「最愛」 - PCゲーム『涼風のメルト』ED主題歌

2011年
- 「Universalia」 - PCゲーム『アルテミスブルー』2ndOP主題歌
- 「桜空」 - PCゲーム『サクラの空と、君のコト-Sweet Petals For My Dear-』挿入歌
- 「ゆきうた」 - PCゲーム『眠れる花は春をまつ。』イメージソング
- 「勇気の魔法」 - PCゲーム『Princess Evangile 〜プリンセス エヴァンジール〜』OP主題歌
- 「Happy Froat」 - PCゲーム『ラブライド・イブ』ED主題歌 ※片霧烈火、Ritaとのトリプルボーカル
- 「Anthem for Kingdom」 - PCゲーム『神聖にして侵すべからず』OP主題歌
- 「サバイバルロマンス」 - PCゲーム『せきさば! 〜私立せきがはら学園女子サバイバルゲーム部〜』OP主題歌
- 「手と手を繋いで」 - PCゲーム『ましろサマー』天城咲乃テーマソング
- 「ひかり」 - PCゲーム『ましろサマー』八坂千尋テーマソング
- 「a little more」 - PCゲーム『Strawberry Nauts』OP主題歌
- 「通りゃんせ」 - PS3『水月 弐』OP主題歌
- 「君のプラネット」 - PSP『太鼓の達人ぽ〜たぶるDX』収録曲
- 「遥かな空間へ」 - PSP『勇者30 SECOND』挿入歌

2012年
- 「Brand new Happy!」 - PSP『PrincessEvangile PORTABLE』OP主題歌
- 「One」 - PCゲーム『VAMPIRE SWEETIE』ED主題歌
- 「Perfect Sky」 - PCゲーム『この大空に、翼をひろげて』メインテーマ
- 「希望の剣」 - PCゲーム『フツウノファンタジー』OP主題歌
- 「“これから”を紡ぐ旅」 - PCゲーム『フツウノファンタジー』ED主題歌
- 「Overtaker」 - PCゲーム『フツウノファンタジー』挿入歌
- 「MARIA」 - PS3『アーシャのアトリエ 〜黄昏の大地の錬金術士〜』バトルテーマ
- 「夢を織る家」 - PS3『アーシャのアトリエ 〜黄昏の大地の錬金術士〜』アトリエテーマ
- 「未来のハジマリ」 - PCゲーム『Princess Evangile W Happiness』OP主題歌
- 「stardrops」 - PCゲーム『アステリズム』ED主題歌
- 「透明な光の中で」 - PCゲーム『Dolphin Divers』小倉みなもEDテーマ
- 「リノリウム、駆ける音色」 - PCゲーム『初恋1/1』挿入歌
- 「Fractale Sequence」 - PCゲーム『Re:birth colony -Lost azurite-』OP主題歌
- 「my sweet heart」 - PCゲーム『恋色マリアージュ』OP主題歌
- 「ココロノカケラ」 - ニンテンドー3DS/PSP『アンチェインブレイズ エクシヴ』挿入歌
- 「ネプトリュード(Class::NEPTLUDE=>extends.TX_CLUSTERS/.)」 - PS Vita用ゲーム『シェルノサージュ〜失われた星へ捧ぐ詩〜』
- 「キボウのソラ」 - PCゲーム『キミに贈る、ソラの花』主題歌

2013年
- 「月の虚」 - PCゲーム『虚ノ少女』OP主題歌
- 「ソレノイド」 - PCゲーム『虚ノ少女』ED主題歌
- 「真昼の月」 - PCゲーム『木洩れ陽のノスタルジーカ』ED主題歌
- 「彩の頃」 - PSP『白華の檻 緋色の欠片4 四季の詩』秋ED主題歌
- 「虹色の季節へ」 - PCゲーム『PriministAr -プライミニスター-』主題歌
- 「コード・エテスウェイ(Class::ETHES_WEI=>extends.COMMUNI_SAT/.)」 - PS Vita用ゲーム『シェルノサージュ〜失われた星へ捧ぐ詩〜』
- 「zu-fao jen-din;」 - PS Vita『シェルノサージュ〜失われた星へ捧ぐ詩〜』
- 「Element of SPADA」 - アーケード『beatmania IIDX 21 SPADA』
- 「雨の音が虹を呼ぶ」 - iOS『CROSS×BEATS』、アーケード『crossbeats REV.』

2014年
- 「手の中の虹」 - PSP『クロノスタシア』ED主題歌
- 「Class::DISTLLISTA;」 - PS3『アルノサージュ〜生まれいずる星へ祈る詩〜』
- 「タカラモノ」 - PCゲーム『銃騎士 Cutie☆Bullet』ED主題歌
- 「Loving you」 - PCゲーム『PRETTY×CATION』主題歌
- 「Re:Call」 - PCゲーム『できない私が、くり返す。』主題歌
- 「箱庭ロジック」 - PCゲーム『箱庭ロジック』OP主題歌
- 「ねこまんま日和」 - PCゲーム『ネコぱら vol.1 ソレイユ開店しました！』ED主題歌
- 「FLOWERS」 - PS Vita/PSP/PCゲーム『FLOWERS -Le volume sur printemps-(春篇)』OP主題歌
- 「Startup」 - PCブラウザ・Android『かんぱに☆ガールズ』主題歌

2015年
- 「chaleur」 - PCゲーム『FLOWERS -Le volume sur été-(夏篇)』ED主題歌
- 「After the rain」 - アーケード『チュウニズム』
- 「ノスタルジア」 - PCゲーム『夏の色のノスタルジア』OP主題歌
- 「Snow×Connect」 - PCゲーム『ピュア×コネクト』OP主題歌
- 「紡ぐ未来」 - PCゲーム『あやかしコントラクト』ED主題歌
- 「君と世界の物語」 - PCゲーム『トラベリングスターズ -Traveling Stars-』OP主題歌 ※橋本みゆきとツインボーカル
- 「live forever」 - PCゲーム『PRIMAL×HEARTS2』ED主題歌
- 「ふたつの月」 - PCゲーム『ロイヤルガーデン』挿入歌
- 「Restart」 - PCゲーム『PriministAr -プライミニスター- MiniFanDisc 枝那森千里＆駒萱野Ver.』主題歌
- 「Star Map」 - PCゲーム『見上げてごらん、夜空の星を』主題歌
- 「星々の刻をこの掌に」 - PCゲーム『天文時計のアリア』OP主題歌
- 「大好きだから」 - PCゲーム『QUINTUPLE☆SPLASH』ED主題歌

2016年
- 「Secret Liqueur」 - PCゲーム『働くオトナの恋愛事情』OP主題歌
- 「すばらしき日々を」 - PCゲーム『働くオトナの恋愛事情』ED主題歌
- 「a little hope in my hands」 - PCゲーム『恋する乙女と守護の楯 〜薔薇の聖母〜』水無瀬希望EDテーマ
- 「スケッチブック」 - PCゲーム『時を紡ぐ約束』OP主題歌
- 「虹の魔法」 - PCゲーム『FLOWERS -Le volume sur automne-（秋篇）』OP主題歌
- 「奉納舞」 - 3DSソフト『逆転裁判6』劇中歌
- 「愛しさを抱いた花」 - PS Vitaゲーム『7'scarlet』ソウスケ篇ED主題歌
- 「un secret」 - PS Vitaゲーム『薔薇に隠されしヴェリテ』OP主題歌
- 「夢の抜け殻」 - PS Vitaゲーム『薔薇に隠されしヴェリテ』ED主題歌
- 「貴方の居る途」 - PS Vitaゲーム『薔薇に隠されしヴェリテ』ED主題歌
- 「永遠の物語」 - PS Vitaゲーム『猛獣たちとお姫様』OP主題歌
- 「Liblume」 - PCゲーム『生命のスペア』OP主題歌
- 「永遠の星へ」 - PCゲーム『Harmonia -ハルモニア-』ED主題歌
- 「small star」 - PS Vitaゲーム『PriministAr -プライミニスター』OP主題歌
- 「STARLLICA」 - PS Vitaゲーム『デモンゲイズ2』OP主題歌[13]
- 「このごろ、そのひぐらしで」 - PS4ソフト『フィリスのアトリエ 〜不思議な旅の錬金術士〜』イベントリスタートテーマ
- 「光ノ軌跡」 - PS4ソフト『フィリスのアトリエ 〜不思議な旅の錬金術士〜』エンディングテーマ
- 「Into the Journey」 - PS4ソフト『フィリスのアトリエ 〜不思議な旅の錬金術士〜』グランドエンディングテーマ
- 「黒紅掬い」- アーケード『REFLEC BEAT 悠久のリフレシア』
- 「シンソウノイズ」 - PCゲーム『シンソウノイズ 〜受信探偵の事件簿〜』OP主題歌 ※Ceuiとツインボーカル
- 「leap in your mind」 - PCゲーム『仄暗き時の果てより』OP主題歌

2017年
- 「願い星」- アーケード『チュウニズム AIR PLUS』
- 「幸せなキスを」 - PCゲーム『新妻LOVELY×CATION』OP主題歌
- 「Fairy Wreath」 - PCゲーム『FLOWERS -Le volume sur automne-（冬篇）』OP主題歌　※鈴湯とツインボーカル
- 「Love in Bloom」 - PCゲーム『FLOWERS -Le volume sur automne-（冬篇）』ED主題歌　※鈴湯とツインボーカル
- 「Chant de Vérité」- iOS/Android『グリモア〜私立グリモワール魔法学園〜』テーマソング
- 「shine」- PCブラウザ・Android『かんぱに☆ガールズ』主題歌
- 「虹色世界」- PS Vitaゲーム『猛獣たちとお姫様 〜in blossom〜』ED主題歌
- 「マスターピース！」- PS4ソフト『リディー&スールのアトリエ 〜不思議な絵画の錬金術士〜』アバンOPテーマ　※山本美禰子とツインボーカル
- 「落花流水」- ニンテンドー3DS『ラジアントヒストリア パーフェクトクロノロジー』主題歌
- 「嘘ツキノササヤキ」- iOS/Android『NOeSIS 嘘を吐いた記憶の物語』EXTRA追加楽曲
- 「イノチの灯し方」 - PCゲーム『月影のシミュラクル -解放の羽-』ED主題歌

2018年
- 「廻雪の詠」 - PCゲーム『かまいたちの夜 輪廻彩声』新OP主題歌
- 「Sentimental Snow」- アーケード『チュウニズム STAR PLUS』
- 「FestivaLight」- アーケード『maimai MiLK PLUS』テーマ曲
- 「深海の夢」- アーケード『ノスタルジア Op.2』
- 「夏色ラムネ」- PCゲーム『夏色ラムネ』OP主題歌
- 「ゆびきり」- PCゲーム『RIDDLE JOKER』三司あやせED主題歌
- 「Magenta Tear」- PCゲーム『働くオトナの恋愛事情2』OP主題歌
- 「まほろばの夢」- PCゲーム『約束の夏、まほろばの夢』ED主題歌
- 「jump into the sky」- PCゲーム『キュリオディーラー』リナリアED主題歌
- 「The Light of Hope」- iOS/Android『夢王国と眠れる100人の王子様』メインストーリー第1部ED主題歌

2019年
- 「Cynthia」- PS4ソフト『ルルアのアトリエ 〜アーランドの錬金術士4〜』アーランドアレンジCD収録
- 「Mr.Sister」- PCゲーム『ネコ神さまと、ななつぼし -妹の姉-』OP主題歌
- 「例えば月の階段で」- PCゲーム『青い空のカミュ』挿入歌
- 「青い空のカミュ」- PCゲーム『青い空のカミュ』ED主題歌
- 「虹のはじまり」- PCゲーム『Missing-X-Link 〜天のゆりかご、伽の花〜』ED主題歌
- 「promise」- PCゲーム『恋嵐スピリッチュ』瑞穂ED主題歌
- 「study§steady day!」- PCゲーム『スタディ§ステディ』OP主題歌　※Ceuiとツインボーカル
- 「Frontier Days」- PCブラウザ・Android『かんぱに☆ガールズ』5周年新主題歌
- 「今宵、醒メヤラヌ夢ヲ」- Nintendo Switchゲーム『華ヤカ哉、我ガ一族 幻燈ノスタルジィ』ED主題歌　※織田かおりとツインボーカル
- 「追憶の輪舞曲」- Nintendo Switchゲーム『華ヤカ哉、我ガ一族 モダンノスタルジィ』ED主題歌　※織田かおりとツインボーカル
- 「刹那のポリクロオム」- Nintendo Switchゲーム『華ヤカ哉、我ガ一族 モダンノスタルジィ』ED主題歌
- 「Recall My Sketch」- PCゲーム『ガールズ・ブック・メイカー -幸せのリブレット-』ED主題歌
- 「Birth」- PS4ソフト『ネルケと伝説の錬金術士たち 〜新たな大地のアトリエ〜』ED主題歌
- 「Astrea’s Children」- VRオンラインアクションゲーム『SWORDS of GARGANTUA』イメージソング

2020年
- 「Main Theme of Rakugaki Kingdom」- iOS/Android『ラクガキ キングダム』メインテーマ曲
- 「鍵を隠したカゴのトリ」 - PCゲーム『鍵を隠したカゴのトリ-BIRD IN CAGE HIDING THE KEY-』OP主題歌
- 「擬翼の偶像」 - PCゲーム『天ノ少女』OP主題歌

2021年
- 「灯火」 - PCゲーム『クロガネ回姫譚-絢爛華麗-』ED主題歌
- 「pray」 - ゲーム『れじぇくろ！ ～レジェンド・クローバー～』OP主題歌

2022年
- 「STUDY§STEADY 」- PCゲーム『スタディ§ステディ2』OP主題歌　※Ceuiとツインボーカル

2023年
- 「グランデーロの守り」 - アーケードゲーム『pop'n music UniLab』
- 「以心伝心ジャーニー」-PCゲーム『天使☆騒々 RE-BOOT!』小雲雀来海ED主題歌

∵　2025

### アニメボーカル
2008年
- 「カザハネ」 - テレビアニメ『H2O -FOOTPRINTS IN THE SAND-』ED主題歌
- 「life」 - テレビアニメ『H2O -FOOTPRINTS IN THE SAND-』挿入歌

2014年
- 「ふゆみどり」 - テレビアニメ『エスカ&ロジーのアトリエ 〜黄昏の空の錬金術士〜』ED主題歌

2021年
- 「問琴」 - テレビアニメ『魔道祖師』日本語版主題歌カバー

### コラボレーション
kukui名義の楽曲、Sound Horizonで参加した楽曲は各項目を参照。
- 霜月はるか†Revo
  - 『霧の向こうに繋がる世界』（2006年6月14日、ティームエンタテインメント）
- 霜月はるか×桜庭統
  - 『message』（2008年12月24日、ティームエンタテインメント）
- MW
  - 『燐音 -RINNE-』（2009年8月14日、アルミナレコーズ）
- その他
  - 『Precious Road 〜わたしだけの地図〜』（2010年5月26日、HOBiRECORDS）

### ライブDVD
- Haruka Shimotsuki Original Fantasy Concert 2009 〜FEL ARY ARIA〜（2010年2月24日、ティームエンタテインメント）
- Haruka Shimotsuki Original Fantasy Concert 2012 -FEL FEARY WEL-（2012年11月14日、ティームエンタテインメント）

### サウンドプロデュース
- 『グリオットの眠り姫』（2009年10月14日、ティームエンタテインメント）
- ドラマCD『花想少女Lip-Aura 〜前奏曲〜』（2010年8月13日、CRAFTSCAPE）
- ドラマCD『花想少女Lip-Aura』（2011年10月24日、ティームエンタテインメント）

### 作詞提供
- テレビアニメ『神曲奏界ポリフォニカ』 - キャラクターソング「私だけのメロディ」（歌：ペルセルテ〈水樹奈々〉）
- ゲーム『スターオーシャン:アナムネシス』キャラクターソング
  - 「My Own Starlight」（歌：イヴリーシュ〈上坂すみれ〉）、2019年
  - 「Blue Wishes」（歌：レナ・ランフォード〈水樹奈々〉）、2020年
  - 「Enjoy this game」（歌：フェイト・ラインゴッド〈保志総一朗〉）、2020年
- テレビアニメ『神曲奏界ポリフォニカ』 - キャラクターソング「SAVING」（歌：プリネシカ〈佐藤利奈〉）
- 『シャイナ・ダルク（3） 〜黒き月の王と蒼碧の月の姫君〜』 - アニメDVD付き特装版DVD「Whereabouts」（歌：茶太）
- テレビアニメ『sola』 - キャラクターソング「光と共に」（歌：神河繭子〈金田朋子〉）
- 『その向こうの向こう側』 - イメージソング「優しさパズル」（歌：YURIA）
- 『アイドルマスターステラステージ』 - キャラクターソング「Blooming Star」（歌：詩花〈高橋李依〉）
- 『アイドルマスター ミリオンライブ！シアターデイズ』 - キャラクターソング「Shine My Way」（歌：ZWEIGLANZ［玲音〈茅原実里〉、詩花〈高橋李依〉］）
- 『テイルズ オブ フェスティバル』 - テーマソング「Endless Journey」（歌：Tales of Dreamers）
- OVA『天地無用！魎皇鬼 第伍期』 - エンディングテーマ 「Gravitation＝LOVE」（歌：織田かおり）
- 『KiRA☆KiRA』YURiKA　1stアルバム-「Key to my next gate」（歌：YURiKA）
- なるみゆう1stオリジナルソング「カスタムパレット」（歌：なるみゆう）

### 作曲提供
- テレビアニメ『薄桜鬼 黎明録』 - ED主題歌「花のあとさき」（歌：mao）
- アルバム『FOReST』 - 「森の向こう 光のさき」（歌：mao）
- スマートフォンアプリ『薄桜鬼 懐古録』 - ED主題歌「虹織る調べ」（歌：吉岡亜衣加）
- アプリ『牡丹の庭』 - 主題歌「牡丹の記憶」（歌：mao）
- PS Vita『猛獣使いと王子様』 - ED主題歌「誓いの花束」（歌：織田かおり）
- PS Vita『猛獣使いと王子様 ～Flower ＆ Snow～』 - ED主題歌「Blessing～君に染まる声～」（歌：織田かおり）
- PS Vitaゲーム『猛獣たちとお姫様』 - OP主題歌「幸せの標」 （歌：結良まり）
- PS Vitaゲーム『猛獣たちとお姫様 ～in blossom～』 - OP主題歌「虹の光へ」 （歌：結良まり）
- アルバム『虹をつないで』 - 「デイジー」（歌：吉岡亜衣加）
- ミニアルバム『KANADE』 - 「fragment」（歌：かなでももこ）
- シングル『SPECTRUM』-「SPECTRUM」（歌：中恵光城）

### コーラス
- PCゲーム『FLOWERS -Le volume sur automne-（秋篇）』 - ED主題歌「forked road」 （歌：鈴湯）

### サウンド製作協力
- 逆転裁判6（2016年）

## 出演

### 声優
- ドラマCD『ティンダーリアの種』（アリア）
- ドラマCD『花想少女 〜Lip-Aura〜』（飛空艇のアナウンス）
- 『幻想廃人 或いは某K氏の手記』（メアリ・アン）
- 『きりんさん女子大生』
- 『圧倒的遊戯ムゲンソウルズ』（シモツキン）
- 『虚ノ少女』（看護婦）
- 『ヤミコト』（野宮弥生）

### インターネットラジオ
- 霜月はるかのFrost Moon Cafe（番組特設サイト、音泉：2008年5月7日 - ）メインパーソナリティ
- はれちゃった歌種日和（超!放送局：2006年12月27日 - 2007年6月20日）メインパーソナリティ

### 書籍
- 同人音楽を聴こう!（三才ブックス 2007年） - 写真付インタビュー・過去の作品一覧